# Campeonato Venezuelano de Futebol da Segunda Divisão
A Segunda División de Venezuela ou como é mais conhecida, Segunda División, é a segunda divisão do futebol profissional da Venezuela. Desde a edição de 2021 é denominada oficialmente como Liga FUTVE 2. É considerada o segundo nível do futebol venezuelano.
Esta divisão é organizada pela Liga FUTVE (Federación Venezolana de Fútbol). Possui o mesmo sistema que a Primera División com o campeonato dividido em dois torneios; Apertura e Clausura, onde o campeão dos torneios decidiram o título nacional em dois jogos de ida e volta. O campeão e vice do campeonato são promovidos para a divisão principal. Criada em 1979, seu primeiro campeão foi o Falcón Fútbol Club, clube já extinto.

## História

### Reestruturação
Com a reestruturação do futebol venezuelano e da Primera División, a federação da Venezuela, aproveitou o máximo do legado deixado pela Copa América de 2007. A Segunda División, também passou por reformulação, aumentando o número de equipes para 17 clubes até a temporada 2010-2011 e 24 clubes a partir da temporada 2012-2013.

### Liga FUTVE 2
Em 8 de julho de 2021, a Liga de Futebol Profissionl da Venezuela (Liga FUTVE) e a Federação Venezuelana de Futebol (FVF), anunciaram oficialmente o novo nome do torneio correspondente à segunda divisão do futebol venezuelano, que passa a ser denominado Liga FUTVE 2.

## Sistema de disputa
A Segunda División é disputada em dois torneios: Apertura e Clausura. O campeão de cada torneio, disputa uma final de dois jogos; ida e volta, para decidir o título da segunda divisão. O campeão e o vice, também serão promovidos para a divisão principal, a Primera División. Caso uma mesma equipe conquiste os dois torneios, será automaticamente proclamada campeã e promovida à elite do futebol venezuelano.
A competição adotou o mesmo formato competitivo para os dois torneios curtos da temporada — Torneio Apertura e Torneio Clausura — estruturando-se da seguinte maneira:
- Fase classificatória: Os 16 clubes são distribuídos em dois grupos de 8 clubes cada conforme sua localização geográfica — Grupo Ocidental e Grupo Oriental — onde enfrentam-se no sistema de pontos corridos em turno e returno. Os quatro primeiros colocados de cada grupo avançam à fase seguinte;
- Fase eliminatória: A fase de "mata-mata" é dividida em quartas de final, semifinal e final. Os duelos ocorrem em jogos de ida e volta, com exceção da final, definida em partida única.

## Campeões

### Títulos por edição
| Edição  | Campeão                     | Vice-campeão         | Ref.                 |
| ------- | --------------------------- | -------------------- | -------------------- |
| 1979    | Falcón FC                   |                      | [ 6 ]                |
| 1980    | Falcón FC                   |                      | [ 6 ]                |
| 1981    | Atlético San Cristóbal      |                      | [ 6 ]                |
| 1982    | Mineros de Guayana          |                      | [ 6 ]                |
| 1983    | não houve campeoanto        | não houve campeoanto | não houve campeoanto |
| 1984    | Caracas–Yamaha FC           |                      | [ 6 ]                |
| 1985    | Sport Marítimo              |                      | [ 6 ]                |
| 1986    | Universidad de Los Andes FC |                      | [ 6 ]                |
| 1986–87 | Pepeganga Margarita FC      |                      | [ 6 ]                |
| 1987–88 | Deportivo Galicia           |                      | [ 6 ]                |
| 1988–89 | Trujillanos FC              |                      | [ 6 ]                |
| 1989–90 | Valencia FC                 |                      | [ 6 ]                |
| 1990–91 | Salineros de Araya          |                      | [ 6 ]                |
| 1991–92 | Deportivo Galicia           |                      | [ 6 ]                |
| 1992–93 | El Vigía FC                 |                      | [ 6 ]                |
| 1993–94 | Unión Deportivo Lara        |                      | [ 6 ]                |
| 1994–95 | Universidad de Los Andes FC |                      | [ 6 ]                |
| 1995–96 |                             |                      | [ 6 ]                |
| 1996–97 | Nacional Táchira            |                      | [ 6 ]                |
| 1997–98 | Nueva Cádiz FC              |                      | [ 6 ]                |
| 1998–99 | Llaneros de Guanare         |                      | [ 6 ]                |
| 1999–00 | não houve campeoanto        | não houve campeoanto | não houve campeoanto |
| 2000–01 | Deportivo Galicia           |                      | [ 6 ]                |
| 2001–02 | Zulianos FC                 |                      | [ 6 ]                |
| 2002–03 | UA El Vigía                 |                      | [ 6 ]                |
| 2003–04 | UD Marítimo                 |                      | [ 6 ]                |
| 2004–05 | Aragua FC                   |                      | [ 6 ]                |
| 2005–06 | Portuguesa FC               |                      | [ 6 ]                |
| 2006–07 | Atlético El Vigía FC        |                      |                      |
| 2007–08 | Zulia FC                    |                      |                      |
| 2008–09 | UA Trujillo                 |                      |                      |
| 2009–10 | Atlético Venezuela          |                      |                      |
| 2010–11 | Llaneros de Guanare         |                      |                      |
| 2011–12 | Atlético Venezuela          |                      |                      |
| 2012–13 | Tucanes de Amazonas         |                      |                      |
| 2013–14 | Portuguesa FC               |                      |                      |
| 2014–15 | Ureña FC                    |                      |                      |
| 2015    | Monagas SC                  |                      |                      |
| 2016    | Metropolitanos FC Caracas   |                      |                      |
| 2017    | Estudiantes de Caracas      |                      |                      |
| 2018    | Llaneros de Guanare FC      |                      |                      |
| 2019    | Yaracuyanos                 |                      |                      |
| 2020    | Hermanos Colmenarez         |                      |                      |
| 2021    | Titanes FC Maracibo         |                      |                      |
| 2022    | Angostura FC                |                      |                      |
| 2023    | Ureña FC                    |                      |                      |
| 2024    | Yaracuyanos                 |                      |                      |
| 2025    | em disputa                  | em disputa           |                      |

### Títulos por clube
| Clube                                       | Total | Ano(s)                          |
| ------------------------------------------- | ----- | ------------------------------- |
| Galicia de Aragua (clube já extinto)        | 3     | 1987–88, 1991–92, 2000–01       |
| Llaneros de Guanare (clube já extinto)      | 3     | 1998-99, 2010–11, 2018          |
| Atlético El Vigía                           | 3     | 1992–93, 2002–03, 2006–07       |
| Portuguesa FC                               | 2     | 2005–06, 2013–14                |
| Ureña SC                                    | 2     | 2014–15, 2023                   |
| Falcón FC (clube já extinto)                | 2     | 1979, 1980                      |
| ULA FC (clube já extinto)                   | 2     | 1986, 1994–95                   |
| Atlético Venezuela (clube já extinto)       | 2     | 2009–10, 2011–12                |
| Yaracuyanos FC                              | 2     | 2019, 2024                      |
| UD Lara (clube já extinto)                  | 1     | 1993–94                         |
| Trujillanos FC                              | 1     | 1988–89                         |
| Valencia FC (clube já extinto)              | 1     | 1989–90                         |
| Peninsulares de Araya (clube já extinto)    | 1     | 1990–91                         |
| Tucanes de Amazonas (clube já extinto)      | 1     | 2012–13                         |
| Metropolitanos FC                           | 1     | 2016                            |
| Monagas SC                                  | 1     | 2015                            |
| Estudiantes de Caracas (clube já extinto)   | 1     | 2017                            |
| Atlético San Cristóbal (clube já extinto)   | 1     | 1981                            |
| Mineros de Guayana                          | 1     | 1982                            |
| Caracas FC                                  | 1     | 1984                            |
| CS Marítimo                                 | 1     | 1985                            |
| Pepeganga Margarita (clube já extinto)      | 1     | 1986–87                         |
| Nacional Táchira (clube já extinto)         | 1     | 1996–97                         |
| Nueva Cádiz (clube já extinto)              | 1     | 1997–98                         |
| Zulianos FC (clube já extinto)              | 1     | 2000–01                         |
| Deportivo Marítimo (clube já extinto)       | 1     | 2003–04                         |
| Aragua FC                                   | 1     | 2004–5                          |
| Zulia FC (clube já extinto)                 | 1     | 2007–08                         |
| Atlético Trujillo (clube já extinto)        | 1     | 2008–09                         |
| Internacional de Barinas (clube já extinto) | 1     | 2020 (como Hermanos Colmenarez) |
| Titanes FC                                  | 1     | 2021                            |
| Angostura FC                                | 1     | 2022                            |